# هنري دي موندفيل

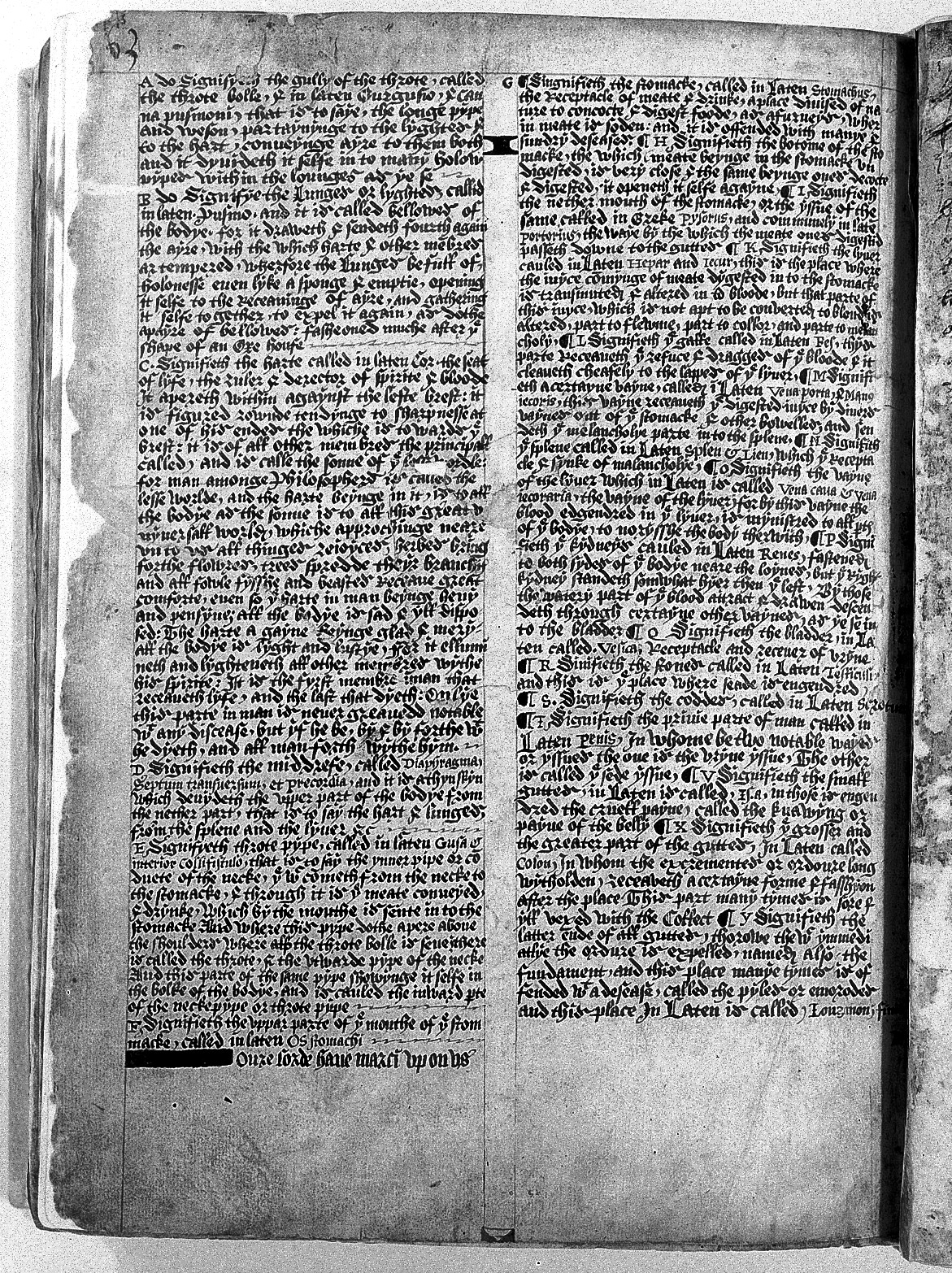
صفحة من كتاب أسس التشريح لمندوفيل 1475.

هنري دي موندفيل (بالفرنسية: Henri de Mondeville)‏ هو شخصية فرنسية من العصور الوسطى. كان يَزعُم بأنه «أب الجراحة الفرنسية». هناك بعض الشك حول مسقط رأسه، ولكنه كان على الأرجح أن يكون قد تم اما قرية ماندفيل أو إمندوفيلا، وكلاهما في النورماندي.
كان يتدرب على الطب في باريس ومونبلييه ثم في إيطاليا مع تيودوريكو بورغاناني اللذين حققا شهرة كبيرة بعلاج الجروح.